# Palazzo di Giustizia della contea di Cortland
Il Palazzo di Giustizia della contea di Cortland è uno storico edificio della città di Cortland nella contea omonima nello Stato di New York.

## Storia
Il palazzo venne eretto nel 1924 secondo il progetto dell'architetto James Riely Gordon.
È iscritto nel registro nazionale dei luoghi storici dal 9 ottobre del 1974.

## Descrizione
Si tratta di un edificio elevato su tre piani a pianta di croce latina realizzato in pietra calcarea dell'Indiana. Il palazzo sorge in un parco esteso su tre acri. È caratterizzato da una cupola e da una corrispondente rotonda con colonne di ordine corinzio, poggiata su di una base ottagonale. Presenta uno stile Beaux-Arts.